# San Giovanni in Bragora
San Giovanni Battista in Bragora är en kyrka i stadsdelen Castello i Venedig, Italien.
Kyrkan grundades på tidigt 700-tal av biskopen i Oderzo, San Magno, renoverades under 800-talet och 1000-talet, och fick sitt nuvarande utseende 1475–1505. Fasaden, vars arkitekt är Michele Codussi, härrör från den sista perioden.
Betydelsen av Bragora är osäker men kan antingen komma från dialektordet bragola som betyder marknadsplats, från bragolare som betyder fiskande eller från det grekiska ordet agorà som betyder torg.
Kyrkan hyser reliker av Johannes Döparen.
I kyrkan finns målningarna Kristus inför Kaifas, (Cristo dinanzi a Caifa), och Fottvagningen, (Lavanda dei piedi), av Jacopo Palma il Giovane; Den sista måltiden, (Ultima Cena), av Paris Bordone; Kristi dop, (Battesimo di Cristo), av Cima da Conegliano.
Antonio Vivaldi döptes i kyrkan 1678.